# ディアスグループ
ディアスグループ（英: Diaz Group）は、日本の芸能事務所。

## 概要
主にAV女優のマネジメントを手掛けている。正式商号は「合同会社ディアス」。
Japan production guild（日本プロダクション協会）加盟プロダクション。
2017年にグループ企業「Diaz Promotion」「DELIGHT」「LANTANA」の3社を統合。このような経緯から以降、3社の所属女優の所属先として「ディアズグループ」の名称が使用されている。
2020年9月15日、事務所公式YouTubeチャンネル「POW!! POW!! DIAZ ch」を開設。
2022年2月3日、事務所公式YouTubeチャンネルにて「POW!! POW!! DIAZ ch」から「全力ブルマ」へリニューアルした事を発表。

## 主な所属モデル
- 友田彩也香
- 東凛
- 朝妃りお[4]
- 卯水咲流
- 長瀬麻美
- 涼宮琴音[5]
- 若月まりあ[5]
- 小野六花
- 令和れい
- 桃瀬くるみ
- 咲野瑞希
- 杏奈
- 水川潤
- 優月心菜

## 過去の主な所属モデル
- 七海祐希
- 生野ひかる
- 桜庭みなみ
- ヴァレンタ・リッチ
- 鳥越はな
- 希望のん
- 永愛
- 南詩乃
- 星優香
- 咲田ラン
- 最上一花